# Arabesk
Arabesken er en form for kunstnerisk dekoration, der består af "overfladedekorationer baseret på rytmiske lineære mønstre med rullende og sammenflettede blade og slyngplanter" eller almindelige linjer ofte kombineret med andre elementer. En anden definition er "folieret ornament, brugt i den islamiske verden, typisk ved hjælp af blade, afledt af stiliserede halvpalmetter, som blev kombineret med spiralformede stængler". Arabesken består normalt af et enkelt design, der kan 'fliselægges' eller sømløst gentages så mange gange som ønsket. Inden for den meget brede vifte af eurasisk dekorativ kunst, der inkluderer motiver, matcher denne grundlæggende definition, anvendes udtrykket "arabesk" konsekvent som et teknisk udtryk af kunsthistorikere til kun at beskrive elementer af dekorationen, der findes i to faser: Islamisk kunst fra omkring den 9. århundrede og fremefter og europæisk dekorativ kunst fra renæssancen og fremefter. Sammenflettede og 'rullende' dekorationer er udtryk, der bruges til de fleste andre typer lignende mønstre.
Arabesker er et grundlæggende element i islamisk kunst, men de er udviklet fra en lang tradition fra islams grundlæggelse. Tidligere og nuværende brug af udtrykket med hensyn til europæisk kunst kan kun beskrives som afvigende eller inkonsekvent. Nogle vestlige arabesker stammer fra islamisk kunst, men andre er tæt baseret på gamle romerske dekorationer. I Vesten findes de hovedsageligt i den dekorative kunst, men på grund af den islamiske kunsts generelt ikke-figurative karakter er arabeskdekorationer ofte et meget prominent element i de mest signifikante værker, og de spiller en stor rolle i arkitektonisk dekoration.
Der fremsættes ofte påstande om arabeskens teologiske betydning og dens oprindelse i et specifikt islamisk syn på verden; disse påstande er imidlertid uden støtte fra nedfældede historiske kilder, da den islamiske verden, ligesom de fleste middelalderlige kulturer, ikke har efterladt os dokumentation for deres intentioner om at bruge de dekorative motiver, de gjorde. På det populære niveau forekommer sådanne teorier ofte uinformerede om arabeskens bredere sammenhæng. På lignende måde forbliver foreslåede forbindelser mellem arabesken og arabisk viden om geometri genstand for debat; ikke alle kunsthistorikere er overbeviste om, at sådan viden var nået eller var nødvendigt af dem, der skabte arabesker, omend der i nogle sager er beviser for, at en sådan sammenhæng eksisterede. Påstanden om en forbindelse til islamisk matematik er meget stærkere for udviklingen af geometriske mønstre, som arabesken ofte er kombineret med i kunsten. Geometriske dekorationer bruger ofte mønstre, der er opbygget af lige linjer og regulære vinkler, der til dels ligner kurvende arabeske mønstre; hvorvidt disse mønstre også er beskrevet som arabesker varierer mellem de forskellige historikere.

## Islamiske arabesker
Arabesken blev udviklet ud af de veletablerede traditioner for plantebaserede rulleornamenter i kulturerne overtaget af de tidlige islamiske ekspansioner. Tidlig islamisk kunst, for eksempel i de berømte mosaikker fra det 8. århundrede i Umayyade-moskéen i Damaskus, indeholdt ofte plantebaserede rulleornamenter, her udført af byzantinske kunstnere i deres sædvanlige stil. De oftest anvendte planter er stiliserede versioner af akantus med vægt på bladformen og vinstokken med en lige så stor vægt på snoede stængler. Udviklingen af disse former til en markant islamisk type var færdig i det 11. århundrede, idet den begyndte i det 8. eller 9. århundrede i værker som Mshatta-facaden. Under udviklingsprocessen blev planteformerne i stigende grad forenklede og stiliserede. De relativt mange bevarede stukrelieffer fra væggene i paladser (men ikke moskeer) i abbasidernes Samarra, den islamiske hovedstad mellem 836 og 892, tilvejebringer eksempler på tre stilarter, Stil A, B og C, selv om mere end én af disse kan vises på samme væg, og deres kronologiske rækkefølge er ikke sikker.
Selvom man generelt er enig i den brede oversigt over processen, er der en betydelig mangfoldighed af synspunkter, som specialiserede forskere har om detaljerede spørgsmål vedrørende udvikling, kategorisering og betydning af arabesken. Den detaljerede undersøgelse af islamiske arabeskformer blev påbegyndt af Alois Riegl i hans formalistiske undersøgelse Stilfragen: Grundlegungen zu einer Geschichte der Ornamentik (Stilspørgsmål: grundlæggelser for ornamentikkens historie) 1893, som i processen udviklede sin indflydelsesrige koncept Kunstwollen. Riegl sporede formalistisk kontinuitet og udvikling i dekorative planteformer fra gammel egyptisk kunst og andre gamle nærøstlige civilisationer gennem den klassiske verden til den islamiske arabesk. Mens Kunstwollen har få følgere i dag, er hans grundlæggende analyse af udviklingen af former blevet bekræftet og forfinet af det bredere korpus af eksempler, der er kendt i dag. Jessica Rawson har for nylig udvidet analysen til at dække kinesisk kunst, som Riegl ikke dækkede, og sporer mange elementer af kinesisk dekoration tilbage til samme tradition; den fælles baggrund hjalp med at gøre assimileringen af kinesiske motiver til persisk kunst efter den mongolske invasion harmonisk og produktiv.
Mange arabeskmønstre forsvinder ved (eller "under", som det ofte ser ud til for en beskuer) ved en indramning uden at afslutning, og kan derfor betragtes som uendeligt udvidende uden for det rum, som de optager; dette var i særdeleshed udpræget for den islamiske form, omend den ikke var uden præcedens. Mest, men ikke alt, vegetationsdekoration i den foregående kulturer afsluttede kanten af det optagede rum, selvom uendeligt gentagende vegetationsmønstre er meget almindelige i den moderne verden i tapet og tekstiler.

I tidligere former er der typisk ikke noget forsøg på realisme; ingen bestemt arter af planter efterlignes, og formerne er ofte botanisk umulige eller usandsynlige. "Blad-forme" springer typisk sidelæns fra stænglen, i det der ofte kaldes en "halvpalmette-form", som er navngivet efter sin fjerne og meget anderledes forfader i oldtidens ægyptiske og græske ornamentik. Nye stængler kommer fra bladspidser, en type der ofte kaldes gedeblad, og stilkene har ofte ingen spidser, der snor sig uendeligt ud af rummet. Den tidlige Mshatta-facade er genkendeligt en slags vinstok, med konventionelle blade i enden af korte stilke og druer eller bær, men senere former mangler disse normalt. Blomster er sjældne indtil omkring år 1500, hvorefter de vises oftere, især i osmannisk kunst, og kan ofte identificeres efter art. I osmannisk kunst blev de store og fjerede blade kaldet saz meget populære og blev uddybet i tegninger, der kun viser et eller flere store blade. Blomsterdekorationer primært inspireret fra kinesiske stile, især dem på kinesisk porcelæn, erstattede arabesken i mange typer værker, såsom keramik, tekstiler og miniaturer.
- Mosaikker på statskuppelen i den store moske i Damaskus, 789, stadig i det væsentlige byzantinske stil
- Paladsfacade fra Mshatta i Jordan, nu i Pergamon Museum (Berlin), ca. 740?
- Panel med hesthoveder, 11. århundrede, i Metropolitan Museum of Art (New York City)
- Osmannisk tughra af Suleiman den storslåede, med blomster og saz blade, 1520
- Iznik flisepanel med blomster, 1550-1600, i Musée du Louvre
- Iznik-fliser, 1560, i Museum of Islamic Art fra Doha ( Qatar )
- Kæmpe arabesk mønster på kuplen af Sheikh Lotfallah-moskeen fra Isfahan ( Iran ), 17. århundrede
- "Rosette med navnene og titlerne på shah Jahan", folio fra shah Jahan-albummet, omkring 1645, i Metropolitan Museum of Art

### Betydning i islam
Arabeskerne og de geometriske mønstre i islamisk kunst siges ofte at stamme fra den islamiske opfattelse af verden. Afbildningen af dyr og mennesker frarådes generelt, hvilket forklarer forkærligheden til abstrakte geometriske mønstre.
Der er to former for arabesker. Den første minder om de principper, der styrer verdensorden. Disse principper inkluderer de mest basale grundlag for hvad der gør objekter strukturelt gode, og i den forbindelse smukke (dvs. vinkler og de faste/statiske former, som vinklerne skaber - især ifb. fagværk). I den første tilstand har hver gentagne geometriske form en indbygget symbolik, der tilskrives den. For eksempel er firkanten med sine fire ligesidede sider symbolsk for de lige så vigtige elementer i naturen: jord, luft, ild og vand. Uden nogen af de fire ville den fysiske verden, repræsenteret af en cirkel inde i firkanten, kollapse over sig selv og ophøre med at eksistere. Den anden tilstand er baseret på planteformernes organiske natur. Denne tilstand minder om den feminine livsgivende natur. Derudover vil nogle efter undersøgelser af de mangle eksempler på arabesk kunst også mene, at der findes en tredje form, som er islamisk kalligrafi.
I stedet for at minde noget om den "sande virkelighed (virkeligheden i den spirituelle verden), anser islam kalligrafien som et visuelt udtryk for den højeste kunst af dem alle; det talte ords kunst (transmissionen af tanker og historie). I islam er det vigtigste dokument, der skal transmitteres mundtligt, Koranen. Ordsprog og komplette passager fra Koranen kan ses i dag i arabesk kunst. Samlingen af disse tre former skaber arabesken, og dette er en afspejling af enhed, der stammer fra mangfoldighed; et grundlæggende princip i islam.
Arabesken kan tænkes som både kunst og videnskab. Kunstværket er samtidig matematisk præcist, æstetisk tiltalende og symbolsk. På grund af denne dualitet i skabelsen kan den kunstneriske del af denne "ligning" blive yderligere opdelt i både verdslige og religiøse kunstværker. Men for mange muslimer er der ingen forskel; alle former for kunst, den naturlige verden, matematik og videnskab ses som værende skabelser af Gud og derfor refleksioner af det samme: Guds vilje udtrykt gennem hans skabelse. Med andre ord kan mennesket opdage de geometriske former, der udgør arabesken, men disse former har altid eksisteret før som en del af Guds skabelse, som vist i dette lys.
Der er stor lighed mellem arabesk kunst fra meget forskellige geografiske regioner. Faktisk er lighederne så store, at det undertiden er svært for eksperter at fortælle, hvor en given arabeskstil kommer fra. Årsagen til dette er, at videnskaben og matematikken, der bruges til at konstruere arabesker, er universel. Derfor er det også den menneskeskabte kunst, som de fleste muslimer mener, er bedst at bruge i moskéerne, da det viser naturens underliggende orden og enhed. De mener, at den materielle verdens orden og enhed er en simpel spøgelsesagtig tilnærmelse af den åndelige verden, som for mange muslimer er det sted, hvor den eneste sande virkelighed eksisterer. Opdagede geometriske former eksemplificerer derfor denne perfekte virkelighed, fordi Guds skabelse er fri for menneskets synder.
Fejl i gentagelser kan med vilje indsættes for at vise ydmyghed fra kunstners side som mener, at kun Allah kan producere perfektion, omend denne teori er bestridt. Arabesker består af en række gentagne geometriske former, som lejlighedsvis ledsages af kalligrafi. Ettinghausen og andre beskriver arabesker som et "vegetativt design bestående af fuld- ... og halv-palmetter[som] et uendeligt kontinuerligt mønster ... hvor hvert blad vokser ud af spidsen af et andet." For islams tilhængere er arabesken symbolsk for deres forenede tro og den måde, hvorpå traditionelle islamiske kulturer ser på verden.

## Terminologi og vestlige arabesker
"Arabesque" (som det danske: arabesk) er et fransk udtryk afledt af det italienske ord arabesco, der betyder "i arabisk stil". Udtrykket blev først brugt på italiensk, hvor rabeschi blev brugt i det 16. århundrede som et udtryk for "pilasterornamenter med palmettedekoration", specifikt "løbende ruller", der løb lodret op ad et panel eller pilaster, snarere end vandret langs en frise .  Bogen Opera nuova che insegna a le donne a cuscire… laqual e intitolata Esempio di raccammi (Et nyt værk, der lærer kvinder at sy ... Med titlen "Prøver af broderi"), udgivet i Venedig i 1530, indeholder "groppi moreschi e rabeschi", mauriske knuder og arabesker.
Derfra bredte arabeksen sig til England, hvor Henrik VIII ejede, i en opgørelse over 1549, en agatkop med en "fote og Couer af siluer og forgyldninger omkranset med Rebeske worke", og William Herne eller Heron, Serjeant Painter fra 1572 til 1580, blev betalt for at male Elizabeth I's pram med "rebeske arbejde". Desværre er de beskrevne stilarter kun gættende, selvom Hans Holbeins design til en overdækket kop til Jane Seymour i 1536 (se galleri) allerede har zoner i både islamisk afledt arabesk/moresk stil (se nedenfor) og klassisk afledte palmettevolutéer.
Et andet beslægtet udtryk er moresk, der betyder "maurisk"; Randle Cotgraves A Dictionarie of the French and English Tongues fra 1611 definerer dette som: "et groft eller anticke-maleri eller udskæring, hvor dyrs fødder og tæer osv. Er blandet med eller gjort til at ligne en slags vilde blade osv." og "arabesk", i sin tidligste anvendelse citeret i OED (men som et fransk ord), som "Rebeske arbejde; en lille og nysgerrig blomstring". I Frankrig spores "arabesque" først i 1546, og "blev først anvendt i sidste del af det 17. århundrede" om grotesk ornament, "på trods af sidstnævntes klassiske oprindelse", især hvis der ikke var menneskelige figurer i det - en sondring stadig foretaget, men ikke konsekvent observeret, 
I løbet af de følgende århundreder blev de tre udtryk grotesk, moresk og arabesk stort set brugt ombytteligt på engelsk, fransk og tysk til dekorationsstilarter, der stammer mindst lige så meget fra den europæiske fortid som den islamiske verden, hvor "grotesk" gradvist får sin vigtigste moderne betydning, relateret mere til gotiske gargoyles og karikatur end til enten romerske malerier i Pompeji-stil eller islamiske mønstre. I mellemtiden blev ordet "arabesk" nu anvendt om selve islamisk kunst senest i 1851, da John Ruskin bruger det i Venedigs sten. Forfattere i de sidste årtier har forsøgt at redde meningsfulde forskelle mellem ordene fra det forvirrede vrag fra historiske kilder.

Peter Fuhring, specialist i ornamentikhistorien, siger at (også i fransk sammenhæng):
Ornamentet kendt som moresk i det femtende og sekstende århundrede (men nu mere almindeligt kaldet arabesk) er kendetegnet ved todelte ruller sammensat af grene, der danner sammenflettede løvmønstre. Disse grundlæggende motiver gav anledning til adskillige varianter, for eksempel hvor grenene, generelt af lineær karakter, blev omdannet til stropper eller bånd. ... Det er karakteristisk for moresket, som i det væsentlige er et overfladepynt, at det er umuligt at finde mønsterets begyndelse eller slutning. ... De stammer fra Mellemøsten og blev introduceret til det kontinentale Europa via Italien og Spanien... Italienske eksempler på dette ornament, der ofte blev brugt til bogbind og broderi, er kendt fra så tidligt som i slutningen af det femtende århundrede. 
Fuhring bemærker, at grotesker "forvirrende blev kaldt arabesker i det attende århundrede Frankrig", men i hans terminologi "kan de vigtigste typer af ornament, der vises i franske ætsninger og graveringer i det 16. århundrede opdeles i to grupper. Den første inkluderer ornamenter, der er vedtaget fra antikken: grotesker, arkitektoniske ornamenter såsom ordrer, løvruller og selvstændige elementer såsom trofæer, termer og vaser. En anden gruppe, langt mindre end den første, omfatter moderne ornamenter: Moresker, sammenflettede bånd, fletværk og elementer som kartouchéer...", kategorier som han fortsætter med at diskutere individuelt.
Moresk- eller arabeskstil var især populær og levede lang tid i den vestlige kunst i bogkunsten: bogomslag dekoreret i guld, kanter til illustrationer og printede ornamenter til dekorering af tomme rum på siden. På dette felt var teknikken til udsmykning med guld også ankommet i det 15. århundrede fra den islamiske verden, og meget af selve læderet blev faktisk importeret derfra. Små motiver i denne stil er fortsat brugt af konservative bogdesignere frem til i dag.
Ifølge Harold Osborne, i Frankrig, "er udviklingen af den franske arabesk kombineret med båndarbejde trukket fra moresken med dekorative akantusløv, der stråler ud fra C-ruller forbundet med små bjælker". Stilen startede tilsyneladende i broderi, for derefter at fremgå i havedesign før at det blev brugt i nordlige manneristiske malede dekorationer "med en central medaljon kombineret med akantus og andre former" af Simon Vouet og Charles Lebrun, som bruge "ruller af fladt båndarbejde forbundet med horisontale bjælker i kontrast til akantusrullerne og palmetten". Mere eksorbitante arabesker af Jean Bérain den Ældre er en tidlig "antydning" af Rococo, som tog arabesken ind som tredimensionel i relieffer.

Brugen af "arabesk" som et engelsk substantiv vises først i forhold til maleri i William Beckfords roman Vathek i 1786. 'Arabesque' bruges også som et udtryk for komplekse frihåndstegnede blomstermotiver i tegning eller andre grafiske medier. Grove Dictionary of Art skelnede for at modvirke forvirring og skrev blankt: "I løbet af århundreder er ordet blevet anvendt på en bred vifte af snoede og organisk vegetationsdekoration i kunst og slingrende temaer i musik, men det gælder korrekt kun for islamisk kunst", og modsiger definitionen fra 1888, der stadig findes i Oxford English Dictionary: "En art af vægmaleri eller overfladedekoration i farve eller lav relief, sammensat i flydende linjer af grene, blade og rulleværk, der er sammenflettet. Også fig[urativt]. Som brugt i maurisk og arabisk dekorativ kunst (hvorfra det næsten udelukkende var kendt i middelalderen) blev repræsentationer af levende væsner udelukket; men i arabeskerne af Raphael, der er grundlagt på det antikke græsk-romerske arbejde af denne art og i renæssancedekoration, er menneskelige- og dyrefigurer, både naturlige og groteske, såvel som vaser, rustninger og kunstgenstande frit introduceret; til dette anvendes udtrykket nu normalt, hvor det andet skelnes som maurisk arabesk eller moresk."
- Byzantinske mosaikker med arabesker på et loft fra basilikaen San Vitale ( Ravenna, Italien )
- Fransk arabesk haveplantning ved Vaux-le-Vicomte, i lave hække på lyserød grus
- Arabesk gipsarbejde i kirken Saint Maurice fra Ebersmunster ( Alsace, Frankrig), 1740'erne
- Fransk 18. århundrede neoklassisk grotesk dekor på Chateau de Fontainebleau ; dette ville sandsynligvis være blevet beskrevet som arabesk af dets beslutningstagere
- Neoklassisk dobbeltdør med græske og romerske ornamenter på den af Pierre Rousseau fra 1790'erne i Cleveland Museum of Art ( Cleveland, Ohio, USA)
- Neoklassiske arabesker i Tullgarn Slot i Sverige
- Empire tæppe, 1814–1830, i Metropolitan Museum of Art (New York City)
- Renaissance Revival vinduesgrill i støbejernsdør af en bygning på Boulevard du Temple fra Paris
- Renaissance Revival vinduesgrill af støbejernsdør af en bygning på Rue du Bac fra Paris
- Dør med malede arabesker i Dimitrie Sturdza-huset fra Bukarest ( Rumænien )
- Arabesk med en mascaron og en cartouche, på en facade af et byhus fra 1890'erne eller 1900'erne fra Bukarest
- Art Nouveau arabesque på en facade af et byhus fra Bukarest

## Trykning
En stor bruger af arabeskerne har været kunstnerisk trykning, for eksempel bogomslag og sidedekoration. Gentagne geometriske mønstre fungerede godt med traditionelle trykkeformer, da de kunne udskrives fra metaltyper som bogstaver, hvis typen var placeret sammen; Da designene ikke har nogen specifik forbindelse til betydningen af en tekst, kan typen genbruges i mange forskellige udgaver af forskellige værker. Robert Granjon, en fransk typograf fra det sekstende århundrede, er blevet krediteret som den første der virkeligt sammenflettede arabesk-trykning, men andre typografer havde tidligere brugt mange andre slags ornamenter. Ideen blev hurtigt brugt af mange andre typografer. Efter en periode i det 19. århundrede, hvor arabesken ikke blev brugt, hvor et mere minimalt sidelayout blev populært hos trykkerier som Bodoni og Didot, vendte konceptet tilbage med ankomsten af Arts & Crafts-bevægelsen. Mange fine bøger fra perioden 1890-1960 har arabesker, undertiden på paperback omslag. Mange digitale serif-skrifttyper inkluderer arabesk-mønsterelementer, der antages at være et supplement til skrifttypens stemning; de sælges også ofte som separate designs.
- Design til en kop til Jane Seymour, Hans Holbein den yngre og værksted, 1536, med zoner i både islamisk afledt arabesk eller moresk stil og klassisk afledte acanthus volutes
- Arabesk eller moresk ornamentprint, af Peter Flötner (d. 1546)
- Arabesk eller moresk grænser i et tryk af Peter Flötner
- Arabesque / moresque printer ornament, tysk, 17. århundrede
- Arabesque pen blomstrer på en underskrift

## Eksterne links
- Abdullahi Y., Embi MR B, Evolution of Abstract Vegetal Ornaments On Islamic Architecture, International Journal of Architectural Research, 2015, Archnet-IJAR